# 维耶维勒赖耶
维耶维勒赖耶（法語：Vievy-le-Rayé，法語發音：[vjɛvi lə ʁɛje]）是法国卢瓦-谢尔省的一个市镇，属于布卢瓦区。

## 地理
维耶维勒赖耶（47°51'54"N, 1°18'51"E）面积45.12 平方千米，位于法国中央-卢瓦尔河谷大区卢瓦-谢尔省，该省份为法国中北部省份，北起厄尔-卢瓦省，东北接卢瓦雷省，东南接谢尔省，南至安德尔省，西南接安德尔-卢瓦尔省，西北接萨尔特省。
与维耶维勒赖耶接壤的市镇（或旧市镇、城区）包括：弗雷特瓦勒、利涅尔、穆瓦西、莫雷、博斯地区圣莱奥纳尔、博斯拉罗迈讷、新乌克。

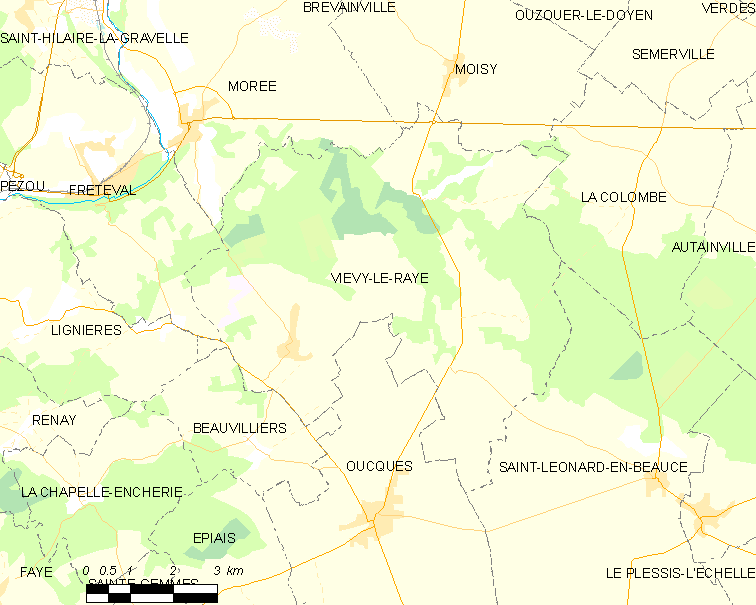
维耶维勒赖耶的OSM定位图

维耶维勒赖耶的时区为UTC+01:00、UTC+02:00（夏令时）。

## 行政
维耶维勒赖耶的邮政编码为41290，INSEE市镇编码为41273。

## 政治
维耶维勒赖耶所属的省级选区为拉博斯县。

## 人口

1962-2008年间维耶维勒赖耶人口变化图示

维耶维勒赖耶于2022年1月1日时的人口数量为466人。